# 奥尼尔公共与环境事务学院
保罗·H·奥尼尔公共与环境事务学院（Paul H. O'Neill School of Public and Environmental Affairs）是印第安纳大学布卢明顿分校的公共政策与环境研究学院，是美国同类学院中规模最大、排名最高的公共政策与环境研究学院。

## 历史
该学院成立于1972年，前身为印第安纳大学公共与环境事务学院（Indiana University School of Public and Environmental Affairs），是第一所将公共管理、政策和行政与环境科学相结合的学院。由于学生人数不断增加，保罗·奥尼尔研究生中心于 2017年春季学期开学，学院进行了翻新和扩建。
2019年3月4日，印第安纳大学宣布，为纪念1966年从学院毕业的前美国财政部长保罗·H·奥尼尔及其向学院捐赠的3000万美元，公共与环境事务学院更名为保罗·H·奥尼尔公共与环境事务学院。这笔捐款将用于资助研究生奖学金、教授席位和讲席教授职位、本科生奖学金，以及建立一个新的公共服务领导力中心。

## 研究中心
- 公共政策研究所
- 制造业政策倡议
- 能源与环境研究中心
- 地理信息系统实验室
- 五大湖公共事务与管理中心
- 发展战略研究所
- 家庭与社会责任研究所
- 政府与非营利部门研究所
- 交通研究中心

## 学位
| 学位 | 专业 |
| ---- | --- |
| 学士 | 公共事務理學學士（BSPA）、環境科學理學學士（BSES）、公共健康理學學士（BSPH）、艺术管理理學學士（BSAM） |
| 硕士 | 公共事務碩士（MPA）、環境科學理學碩士（MSES）、公共事務碩士/環境科學理學碩士（MPA/MSES）、人文科學管理碩士（MAA）以及与法學、新聞學、圖書館及信息科學、自然及生命科學或世界特定地區的語言及文化的聯合學位 |
| 博士 | 公共事務博士（Ph.D. in Public Affairs）、環境科學博士（Ph.D. in Environmental Science）、公共政策博士（Ph.D. in Public Policy）                                                                           |

## 排名
在《美国新闻与世界报道》2023年最佳研究生院调查中，该校MPA项目中位居美国第一。专业排名如下：
- 环境政策与管理第1名
- 非营利管理第1名
- 公共财政与预算第1名
- 公共管理与领导力第1名
- 公共政策分析第4名
- 卫生政策与管理第6名
- 地方政府管理第8名
- 社会政策第10名
- 城市政策第14名

2019年，世界大学学术排名将其评为公共管理领域的世界最佳。
公共事务博士学位和环境政策博士学位均在布卢明顿分校开设，公共政策博士学位被美国国家研究委员会评为顶尖。